# المدارة (ذمار)
المدارة هي إحدى قرى الجمهورية اليمنية. وتتبع إدارياً محافظة ذمار مديرية جهران. يبلغ تعداد سكانها 3013 نسمة حسب الإحصاء الذي جرى عام 2004.